# 哈羅普島
67°16′S 46°52′E / 67.267°S 46.867°E
哈羅普島是南極洲的島嶼，位於恩德比地，處於費爾頓角西北面6公里，在1956年根據澳大利亞探險隊的空中照片繪入地圖，以氣象觀測員命名。